# Dickie Dale
Richard H. "Dickie" Dale, född den 25 april 1927 i Sydafrika, död den 30 april 1961 på Nürburgring, Västtyskland, var en brittisk roadracingförare.

## Racingkarriär
Dale tävlade redan under den första VM-säsongen i roadracing 1949, och kom att bli en av toppförarna i 350GP-klassen under mitten av 1950-talet. Han vann två Grand Prix-segrar, en i 500GP säsongen 1954 då han vann på Montjuich Park, och en säsongen 1955 i 350GP. Dale slutade tvåa i 350GP säsongerna 1955 och 1956. Han omkom efter en krasch i Eifelrennen 1961, efter att nyss fyllt 34 år.